# Велики Врх при Шмарју
Велики Врх при Шмарју (словен. Veliki Vrh pri Šmarju) је насеље севернозападно од Шмарје - Сапа у општини Гросупље централна Словенија, покрајина Долењска. Општина припада регији Средишња Словенија.
Налази се на надморској висини 364,6 м, површине 9,69 км². Приликом пописа становништва 2002. године насеље је имало 225 становника.

## Име
Раније име насеља Велики Врх, промењено је из 1955. у Велики Врх при Шмарју